# ونسان ژه
ونسان ژه (فرانسوی: Vincent Jay‎؛ زادهٔ ۱۸ مهٔ ۱۹۸۵) ورزشکار دوگانه اهل فرانسه است.
وی همچنین برندهٔ جوایزی همچون لژیون دونور (شوالیه) شده‌است.